# 短音長用
短音長用（拉丁語：brevis in longo）是古希臘語和拉丁語詩歌的韻律中的一條規則，按此規則可以將每行詩末尾的短音節計作長音節以滿足韻律的要求。其拉丁語名稱是（在長位置上的短音節）的簡寫。
短音長用常與類似的兩用音節混淆，但是兩用音節在計韻律時仍按照本來的長短計算，而短音長用的音節則必須計作長音節。

## 舉例
以《伊利亞特》第二行爲例（長短短六步格）：
此處爲短元音開音節，故應爲短音節；然而根據短音長用的原則可以計作長音節，因此該行最後一個音步是長長音步，滿足長短短六步格的要求。

## 其他語言
除了古典希臘語和拉丁語以外，在波斯語和梵語的古典文學中亦有短音長用的規定。

## 引用
1. ↑  Thiesen, Finn (1982). A Manual of Classical Persian Prosody, with chapters on Urdu, Karakhanidic and Ottoman prosody. （页面存档备份，存于） Wiesbaden. pp. 18, 34.
2. ↑  Michael Hahn: "A brief introduction into the Indian metrical system for the use of students" （页面存档备份，存于） (pdf).